# 알프 안데르센
알프 스텐 안데르센(노르웨이어: Alf Steen Andersen, 1906년 5월 15일 ~ 1975년 4월 12일)은 노르웨이의 스키 점프 선수이다. 1928년 동계 올림픽 라지힐 종목에서 금메달을 획득했고, 그로부터 7년 후인 1935년에는 세계 선수권 대회에서 동메달을 획득했다.

## 기록

### 올림픽
| 연도 | 대회일   | 장소               | 종목   | 결과 | 메달 | 우승자 |
| ---- | -------- | ------------------ | ------ | ---- | ---- | ------ |
| 1928 | 2월 18일 | 1928년 동계 올림픽 | 라지힐 |      | -    |        |